# Metapolis

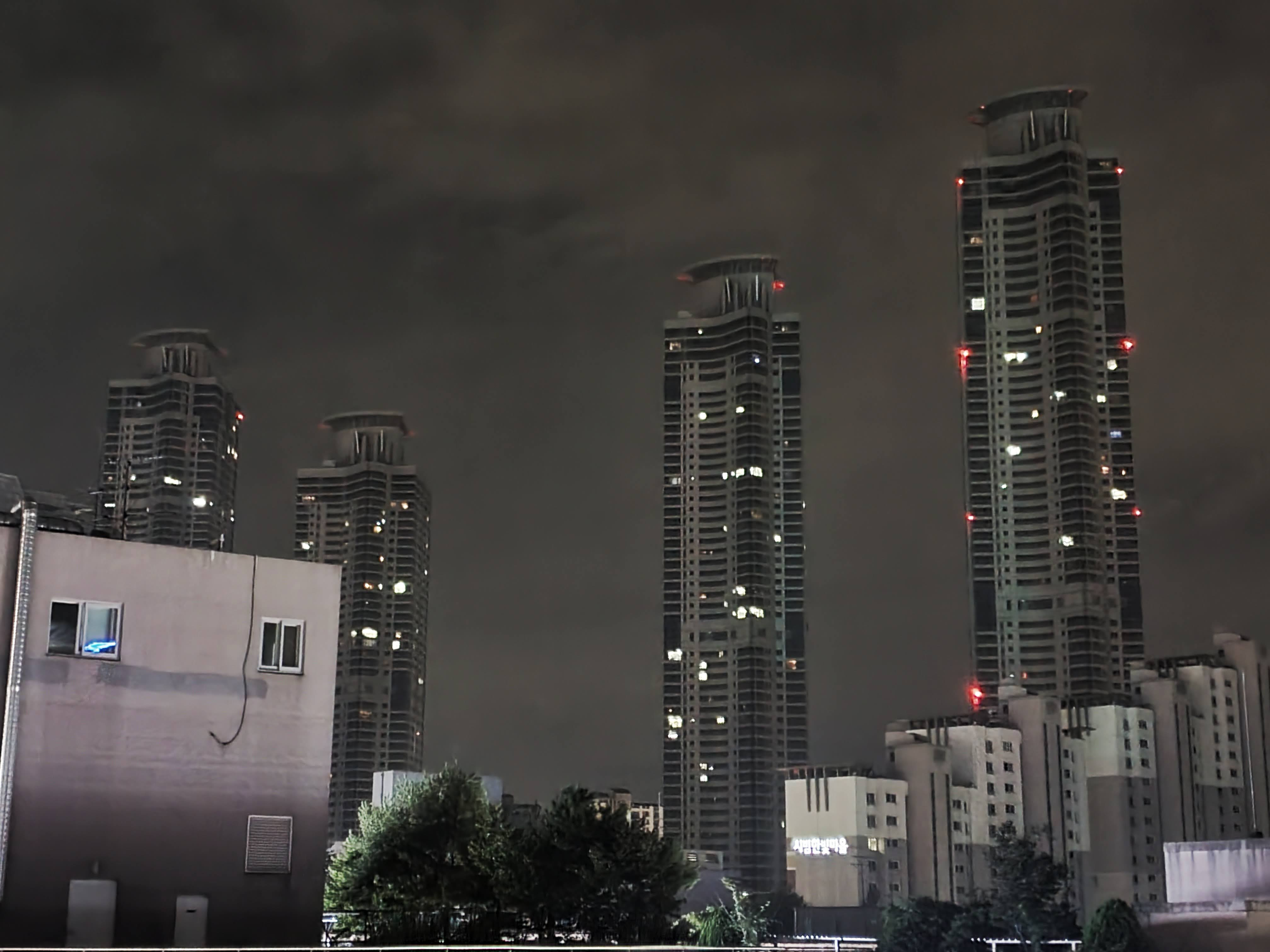
Les 4 tours de Metapolis

Metapolis est le nom d'un complexe de quatre gratte-ciel résidentiels construits en 2010 à Hwaseong en Corée du Sud ;
- La tour 101, 248,7 mètres, 66 étages,
- La tour 101, 247,4 mètres, 66 étages,
- La tour 101, 223,8 mètres, 60 étages,
- La tour 101, 203,2 mètres, 55 étages.